# Abuzajd Vismuradov
Abuzajd Džandarovič Vismuradov (in russo Абузайд Джандарович Висмурадов?; Centaroj, 24 ottobre 1975) è un politico e militare russo di etnia cecena.

## Biografia

### Primi anni e formazione
Vismuradov è nato il 24 ottobre 1975 nel villaggio di Tsentaroj, distretto di Šali (oggi Akhmat-Jurt, distretto di Kurčaloj), nell'allora RSSA Ceceno-Inguscia. Suo padre Džandar Timirbievič (1941 - 2017) ha lavorato nell'ambito scolastico per 15 anni come insegnante e dirigente scolastico e per circa trent'anni fu presidente del comitato esecutivo del consiglio del villaggio. Ha servito come vice capo dell'amministrazione di Kurčaloj, assistente del capo della Repubblica Cecena e deputato del Parlamento ceceno.
Conosce Ramzan Kadyrov dall'infanzia e ha frequentato la stessa classe alle superiori.

### Educazione superiore
Vismuradov ha conseguito tre lauree: 
- nel 2007 presso l'Istituto di Finanza e Diritto di Makhačkala,
- Nel 2013 presso l'Università Tecnica Statale Michail Millionščikov.
- Nel 2016 presso l'Accademia di Management del Ministero degli Affari Interni della Russia.

## Carriera militare
Nel 2002, Vismuradov è entrato nel ministero degli affari interni russo come tirocinante per tre mesi per poi entrare, come poliziotto, nel Corpo di sicurezza privata (UVO) delle truppe interne russe, nel plotone delle forze dell'ordine per il distretto di Gudermes, per poi diventarne il comandante l'anno seguente.
Dal dicembre del 2003 al marzo del 2006 fu ispettore senior del Gruppo di Informazione e Documentazione dell'OMON presso il Ministero degli Affari Interni ceceno.
Dal 2007 al 2008 è stato a capo del Dipartimento "P" del Distaccamento di Polizia Speciale "Terek" (con sede a Nal'čik, Repubblica di Cabardino-Balcaria) per il Circondario federale meridionale.
Dal febbraio 2008 ha prestato servizio nel reparto "R" del distaccamento "Terek" di Groznyj. È diventato comandante dell'Unità Speciale di Reazione Rapida (SOBR) "Terek" (dal 2021 "Akhmat") nel marzo 2012, salendo al grado di colonnello di polizia. Fino all'ottobre del 2016 è stato comandante della SOBR "Terek" della polizia per il Circondario federale del Caucaso Settentrionale. In seguito, sempre come comandante, ha diretto l'unità SOBR della Repubblica Cecena fino al 2021 (fonti della Gazzetta ufficiale dell'Unione europea citano che Vismuradov abbia guidato l'unità fino al marzo 2020), venendo sostituito da Apti Alaudinov.
Il 4 marzo 2024 Ramzan Kadyrov, tramite decreto presidenziale del governo russo, ha insignito Vismuradov del grado di Maggior Generale di polizia. 

## Vita privata
Ha due fratelli, Abukhusajn (1966), deputato del Parlamento della Repubblica Cecena e Abušaikh (1969 - 2020), colonnello di polizia, ex capo del dipartimento degli affari interni di Groznyj. Suo figlio Ramzan (2003), ministro per gli affari giovanili, è sposato con la quarta figlia di Kadyrov, Tabarik (2004).
Suo nipote, Abutakhir Abušaikhovič, è il comandante della polizia per il distretto di Bajsangurovskij della città di Groznyj e, secondo i media ceceni, sarebbe impiegato in Ucraina, nella regione di Zaporižžja.
Vismuradov è il presidente del Fight Club Akhmat (FCA).

## Controversie
Nel 2016, il presidente dell'Unione MMA della Russia, Fëdor Emel'janenko, ha dichiarato sul suo account Instagram che i combattimenti con la partecipazione di bambini a un torneo di Groznyj sono inaccettabili e non possono essere giustificati, cosa a cui Vismuradov, Kadyrov e  Adam Delimkhanov si sono fortemente opposti nei suoi confronti.
Nel marzo 2019, dopo la fine di un incontro nel campionato Akhmat dei pesi gallo, in cui il daghestano Rustam Kerimov ha sconfitto il rappresentante del club "Akhmat" Abdul-Rakhman Dudaev, Vismuradov iniziò un alterco, cominciando a imprecare nell'arena e, secondo alcuni spettatori, a insultare Kerimov, anche se lo stesso Vismuradov ha affermato di aver imprecato contro l'arbitro.

### Caso Jangulbaev
Nel febbraio 2022, Vismuradov ha pubblicato sul suo profilo Instagram un video in cui lui, insieme ad altri alti funzionari del governo ceceno, minacciava di decapitare i membri della famiglia del ex giudice Saidi Jangulbaev. Il giudice denunciò il rapimento di sua moglie Zarema Musaeva da parte delle forze di sicurezza cecene a Nižnij Novgorod. Secondo le autorità cecene, la signora Musaeva sarebbe stata arrestata per aver aggredito un agente di polizia. Successivamente, Jangulbaev e sua figlia hanno lasciato la Russia.

## Sanzioni
Nel 2019 il dipartimento del tesoro statunitense ha aggiunto Vismuradov alla lista di sanzioni Magnitsky.
Dal 2021 l'Unione Europea ha vietato a Vismuradov l'ingresso nel territorio dei suoi paesi membri. 